# Piedade do Rio Grande
Piedade do Rio Grande là một đô thị thuộc bang Minas Gerais, Brasil. Đô thị này có diện tích 322,743 km², dân số năm 2007 là 4781 người, mật độ 15,8 người/km².